# Ídol d'Amorgos
L'ídol d'Amorgos és, amb un metre i mig d'alçada, la major escultura grega de l'art ciclàdic que s'ha trobat. És feta vers el 2800 aC-2300aC, amb marbre blanc. Actualment es troba al Museu Arqueològic Nacional d'Atenes.
Aquesta figura i altres de l'estil ciclàdic han servit d'inspiració a escultors moderns i contemporanis, com per exemple Henry Moore.

## Descripció
Mostra una dona nua que alguns interpreten com una dea de la fertilitat o la dea mare. Algunes persones se sorprenen de les característiques abstractes que pot mostrar una figura tan primitiva. El cap és allargat, lleugerament inclinat endarrere. La cara és gairebé plana, només hi destaca el nas, però és que en l'època de l'antic Egipte es creia que el nas era l'ànima d'una estàtua i que no se li podia tallar. El coll és llarg i ample, i el volum és cònic, amb la mateixa amplada a les cames, els malucs, la cintura i el bust; pot recordar el d'un tòtem. Els braços estan recollits per sota dels pits, que sobresurten cap endavant. Els peus, el pubis i el coll estan marcats amb incisions amb obsidiana. Les cames estan una mica doblegades.

## Estil
L'estil de la figura és l'anomenat ciclàdic, propi de les Cíclades entre els anys 3000 aC i 2000 aC. Aquest estil es caracteritza, en escultura, per les figures humanes, sovint dones, molt esquemàtiques i amb elements abstractes, tallades en marbre blanc. L'origen d'aquest estil se suposa que no és grec, ja que no té res a veure amb l'art anterior grec i, en canvi, se sap que els habitants de l'arxipèlag procedien de la península d'Anatòlia. Aquestes estàtues, que podien tenir només uns centímetres d'alçada, van començar sent molt abstractes i van acabar sent més detallades amb el temps. Allò típic, i en això aquesta estàtua és diferent, era que la silueta del bust, la cintura i els malucs fossin molt marcats. De fet, al començament, recorden més aviat la forma d'un violí i només al cap d'uns segles van començar a tenir altres formes diferenciades, primer el cap, més tard els braços encreuats sempre endavant, a la cintura, i posteriorment van començar a tenir pits en volum, petits i rodons, i nas. Els contorns dels peus, cames i pubis, estan marcats amb línies senzilles amb obsidiana. En aquest cas, notem que la tècnica ha arribat a aconseguir separar una mica les cames, que, com ocorre de vegades en aquest estil, estan lleugerament flexionades a l'alçada dels genolls. El cap és ovalat i allargat, i de vegades, com és aquest cas, està lleugerament inclinat endarrere. Més endavant, apareixeran figures amb altres postures, sovint masculines, conegudes com a "músics".

## Tècnica
La tècnica utilitzada és la neolítica, i aprofita materials fàcils d'aconseguir a les Cíclades, d'on és originària la figura. El marbre blanc és tallat amb fils d'obsidiana i polit amb esmeril.